# Lingua nauruana
La lingua nauruana (dorerin Naoero) è una lingua micronesiana parlata a Nauru. I parlanti sono circa la metà della popolazione, tutti bilingui assieme all'inglese.

## Distribuzione geografica
Secondo l'edizione 2009 di Ethnologue, la lingua è parlata da 6 000 persone a Nauru.

### Lingua ufficiale
Il nauruano è lingua ufficiale del Nauru.

## Fonologia

### Vocali
Ci sono dodici vocali fonemiche (sei lunghe, sei brevi). 
In aggiunta agli allofoni della seguente tabella di Nathan, 1974, un certo numero di vocali si riducono a [ə]:
| fonema | allofoni  | fonema | allofoni           |
| ------ | --------- | ------ | ------------------ |
| /ii/   | [iː]      | /uu/   | [ɨː ~ uː]          |
| /i/    | [ɪ ~ ɨ]   | /u/    | [ɨ ~ u]            |
| /ee/   | [eː ~ ɛː] | /oo/   | [oː ~ ʌ(ː) ~ ɔ(ː)] |
| /e/    | [ɛ ~ ʌ]   | /o/    | [ʌ]                |
| /aa/   | [æː]      | /ɑɑ/   | [ɑː]               |
| /a/    | [æ ~ ɑ]   | /ɑ/    | [ɑ ~ ʌ]            |

### Consonanti
Il nauruano possiede 16/17 fonemi consonantici, con un contrasto nella lunghezza: / t / e / d / diventano [tʃ] e  [dʒ] , rispettivamente, prima di vocali anteriori chiuse.
|               |               | Bilabiale | Bilabiale   | Dentale | Velare  | Velare | Velare |
| Palatalizata  | Velarizata    | Palatale  | Post-velare | Dentale | Labiale |        |        |
| ------------- | ------------- | --------- | ----------- | ------- | ------- | ------ | ------ |
| Nasale        | Nasale        | mʲ        | mˠ          | n       |         | ŋ      | (ŋʷ)   |
| Occlusiva     | Sorda         | pʲ        | pˠ          | t       |         | k      | kʷ     |
| Occlusiva     | Sonora        | bʲ        | bˠ          | d       |         | ɡ      | ɡʷ     |
| Approssimante | Approssimante |           |             |         | ʝ       |        | ɣʷ     |
| Vibrante      | Vibrante      |           |             | r rʲ    |         |        |        |

### Accento
L'accento cade sulla penultima sillaba quando la sillaba finale termina con una vocale, sulla sillaba finale quando questa finisce in un consonante.

## Scrittura
Per la scrittura è utilizzato l'alfabeto latino. Inizialmente erano utilizzate le vocali a, e, i, o, u nonché le consonanti b, d, g, j, k, m, n, p, q, r, t, w. In seguito, a causa di influenze inglesi e tedesche, sono state integrate nuove lettere. 
Nel 1938 un comitato si mobilitò per mutare la scrittura del nauruano e renderlo di più facile lettura a europei e americani, con l'aggiunta di molti segni diacritici per meglio differenziare i differenti suoni vocalici. Si è deciso di introdurre solo un accento grave invece che l'ex tilde, così le lettere con dieresi  "O" e "u" sono stati sostituiti dalla "o" e "u" e la "a" da "e".
Ha anche introdotto la "e" al fine di differenziare le parole con l'inglese "j" (Puji). Pertanto, le parole "ijeiji" è divenuta "iiyeyi". La "n" (che rappresenta il suono nasale velare) è stata sostituita con "ng" per differenziare la Ñ spagnola, "bu" e "qu" sono state sostituite con "bw" e "kw", rispettivamente, "ts" è stato sostituito con "j" (come rappresentato una pronuncia simile "j" in inglese), e "w" scritta alla fine delle parole è stata eliminata.
Queste riforme sono state applicate solo in pratica: la dieresi "o" e "u" hanno ancora la tilde. Tuttavia la "a" è stata sostituita con la "e" e la "n" con "ng", oltre all'aggiunta delle doppie consonanti "bw"  "kw". La "ts" è utilizzata o meno a seconda delle forme di scrittura, anche se alcuni preferiscono "j". Solo i distretti Biti e Ijuw (nella riforma Beiji e Iyu) usano il vecchio sistema di scrittura.
Oggi sono utilizzate 29 lettere dell'alfabeto latino:
- Vocali: a, ã, e, i, o, õ, u, ũ
- Semivocali: j
- Consonanti: b, c, d, f, g, h, j, k, l, m, n, n, p, q, r, s, t, w, y, z

## Dialetti
Uno studio pubblicato a Sydney nel 1937 proponeva l'esistenza di una grande quantità di dialetti fino a quando l'isola non divenne colonia tedesca nel 1888 e anche oltre, fino alla pubblicazione dei primi testi in nauruano. Tuttavia i linguaggi dei diversi distretti si stavano differenziando così tanto da non essere più intercomprensibili.
Con la crescente influenza di lingue straniere e testi scritti, i vari dialetti nauruani sono stati fusi in un'unica lingua standard, promossa con dizionari e traduzioni di Alois Kayser e Philip Delaporte.
Attualmente si parla solo un dialetto nel distretto di Yaren e nella zona circostante, che contiene solo qualche piccole differenze con la lingua nauriana standard.

## Vocabolario
Nel 1907 Philip Delaporte pubblicò il suo dizionario tascabile tedesco-nauruano (Taschenwörterbuch Deutsch-Nauruisch) con 65 pagine dedicate a un glossario e 12 a vocaboli disposti alfabeticamente in tedesco. Contiene 1650 parole tedesche tradotte in nauruano, frasi e sinonimi.  
| Nauruano       | Italiano             |
| -------------- | -------------------- |
| Anubumin       | Notte                |
| Aran           | Giorno               |
| Bagadugu       | avi                  |
| (E)kamawir Omo | auguri               |
| Ebok           | Acqua                |
| Firmament      | Terra; sfera celeste |
| Gott           | Dio                  |
| Ianweron       | Cielo                |
| Iao            | Luce                 |
| Iow            | Pace                 |
| Itur           | Oscurità             |
| Orig           | Inizio               |
| Tarawong (ka)  | Addio                |